# Резня в Госпиче
Резня в Госпиче (хорв. Masakr u Gospiću, серб. Масакр у Госпићу) — эпизод войны в Хорватии, произошедший 16—18 октября 1991 года в городе Госпиче, в ходе которого хорватские военнослужащие совершили военные преступления против сербского населения города, убив, по разным оценкам, от 76 до 123 человек. Большинство убитых были схвачены в Госпиче и прибрежном городе Карлобаг. Приказ об убийствах отдали секретарь Кризисного штаба «Лика» Тихомир Орешкович и командир 118-й пехотной бригады хорватской армии Мирко Норац. В 2004 году организаторы резни были приговорены к различным срокам тюремного заключения.

## Предыстория
Рост националистических настроений в Югославии привёл к её распаду, начавшемуся в 1990 году. Пришедшее к власти в Хорватии Хорватское демократическое содружество во главе с Франьо Туджманом провело ряд мер, которые жившие в Хорватии сербы оценили как националистические и дискриминационные. Особое внимание они обращали на запрет кириллицы в официальной переписке, изменение республиканских символов, массовые увольнения сербов и т. д. Летом 1990 года хорватские сербы начали создание культурно-политической автономии, которая объединяла те общины, где сербы составляли большинство либо значительный процент населения. Движение за автономию сербов в рамках Хорватии переросло в движение за присоединение к Югославии, с одной стороны, из-за политики Хорватии, направленную на полную самостоятельность республики, а с другой — из-за поданных Белградом надежд на поддержку в борьбе за объединение всех сербов в одном государстве. В историографии эти события именуются Революцией брёвен. Американский исследователь Крейг Нейшн в своей монографии «Война на Балканах 1991—2002» отмечал, что национализм хорватского правительства спровоцировал сербов на ответную реакцию, и они приступили к объединению муниципалитетов. Их в этом поддержали сербские республиканские власти. Хотя сербы в Краине использовали тот же диалект сербскохорватского языка, что и хорваты, а их образ жизни ничем не отличался от хорватского, они были православными христианами и хорошо помнили ту резню, которую над ними устроили хорватские фашисты в годы Второй мировой войны. В Хорватии Революцию брёвен назвали сербским восстанием (хорв. Srpska pobuna). Страх хорватских сербов перед возрождением фашизма в Хорватии сами хорватские власти считали, с одной стороны, беспочвенным, а с другой — видели в нём проявления «великосербского империализма». Территории под контролем краинских сербов были названы оккупированными и было заявлено о стремлении восстановить на них конституционный порядок.

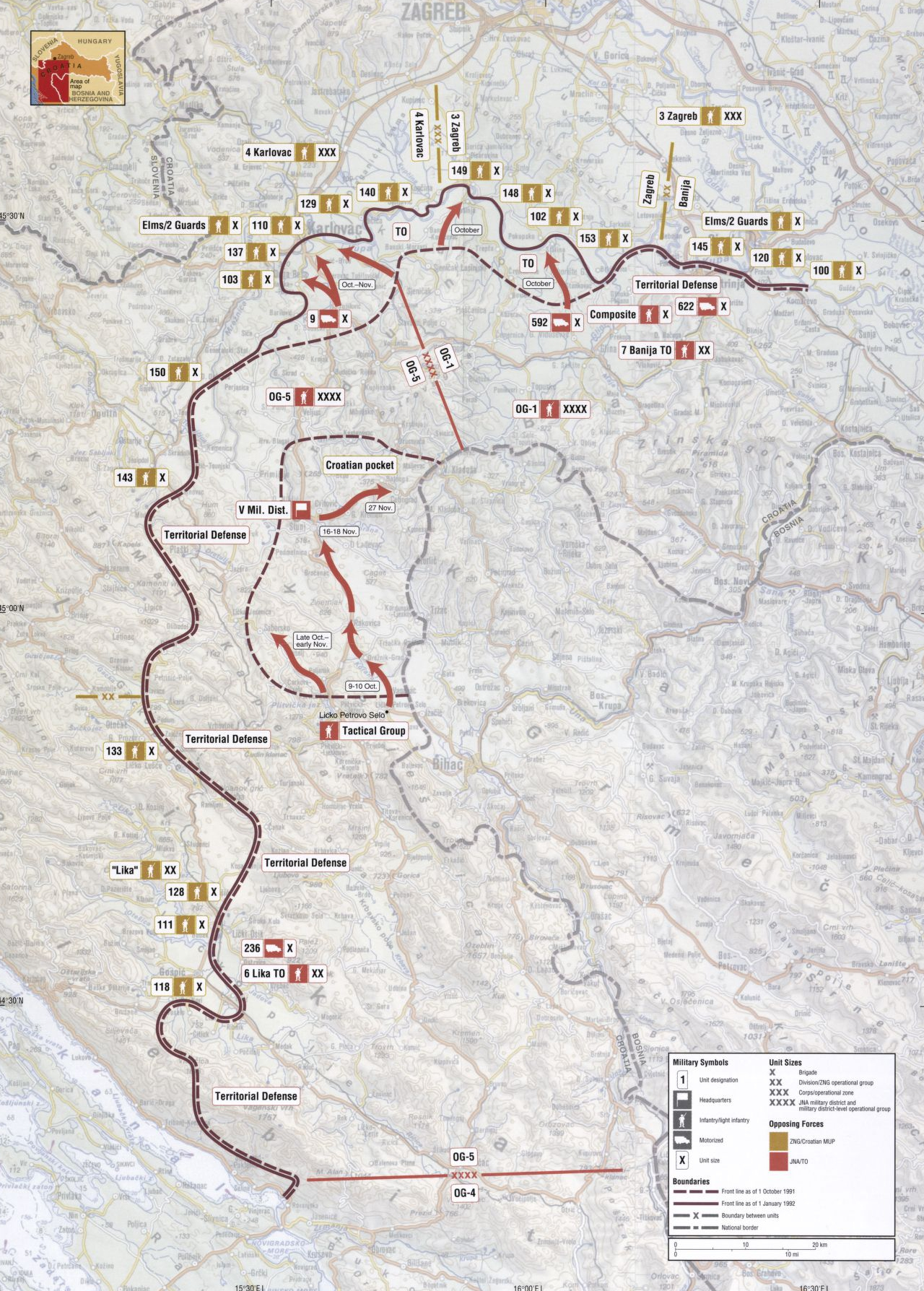
Линия фронта осенью 1991 года

Весной 1991 года процесс размежевания усилился. Хорватия заявляла о стремлении стать независимым государством, а сербы, создавшие Сербскую Автономную Область Краина, сообщали о намерении остаться в составе Югославии. Тогда же произошли первые боестолкновения между силами МВД Хорватии и краинскими ополченцами. Также в них оказалась задействована федеральная Югославская Народная Армия (ЮНА), которая стремилась так называемыми «тампон-зонами» разделить противоборствующие стороны. По данным хорватских историков, уже летом 1991 года ЮНА всё чаще вставала на сторону сербов. 25 июня 1991 года Хорватия провозгласила независимость. Затем хорватское правительство ввело мораторий на это решение, который завершился 8 октября. В это время уже шли бои между хорватскими силами с одной стороны, и сербским ополчением и югославской армией — с другой.
Город Госпич находится в регионе Лика, значительная часть которого в 1991 году была в составе САО Краины. Сам Госпич на протяжении войны оставался под контролем хорватских сил. Согласно переписи населения 1991 года, большую часть жителей города составляли хорваты. Доля сербов составляла 35,93 %.
В сентябре 1991 года в Хорватии началась битва за казармы, когда хорватские силы на подконтрольных территориях атаковали гарнизоны югославской армии. Один из таких гарнизонов был и в Госпиче. Его осадили подразделения хорватской 118-й пехотной бригады и силы МВД, которые спустя некоторое время начали штурм. В результате боя гарнизон был захвачен, однако близ города начались бои с югославскими силами, которые пытались его деблокировать. Несмотря на то, что атаки краинских ополченцев и югославских подразделений были отбиты, линия фронта пролегала неподалёку от Госпича, сам город периодически подвергался артиллерийским обстрелам. Продолжались бои за окрестные сёла. Во время боёв за сам город его покинули многие жители, как сербы, так и хорваты. Однако в конце сентября многие из них начали возвращаться.

## Резня
Когда в город начали возвращаться покинувшие его во время боёв гражданские сербы, глава госпичской полиции Иван Дасович предложил составить их список. По словам Анте Карича, главы Кризисного штаба «Лика», Дасович считал, что сербы будут подпитывать «пятую колонну» в городе, что поставит под угрозу его оборону. Карич возразил против данной меры, однако к 10 октября список вернувшихся сербов был составлен сотрудниками полиции Госпича. Несколько ранее в город прибыло подразделение «Осенние дожди», напрямую подчинённое МВД Хорватии. К 16 октября также были переписаны сербы, которые вернулись в Карлобаг. Так как Анте Карич после разговора с Дасовичем длительное время находился в Загребе, управление Кризисным штабом «Лика» возглавил его секретарь Тихомир Орешкович.

Жертвы резни, найденные югославским патрулём в декабре 1991 года

В первой половине октября Орешкович и Норац созвали специальное совещание с участием своих подчинённых, где отдали приказ арестовать и ликвидировать сербов из числа тех, кто находился в составленных списках. Точная дата этого совещания неизвестна. Согласно показаниям Ивана Дасовича, оно состоялось вечером 15 октября. По данным Верховного суда Хорватии, совещание состоялось 17 октября. В качестве обоснования казней перед участниками совещания Норац и Орешкович использовали резню в Широка-Куле, когда 13 октября члены добровольческих отрядов Сербской радикальной партии и бойцы краинской милиции уничтожили несколько десятков мирных хорватов и разрушили католическую церковь.
Большая часть арестов прошла 16 и 17 октября в Госпиче и Карлобаге. Точное число арестованных неизвестно. 18 октября жители Госпича видели, как на одном из городских рынков 11 военных грузовиков наполняли гражданскими лицами, которых больше никто не видел. Известно, что 17 октября не менее 10 человек были убиты в Пазариште. 18 октября 39 или 40 человек были расстреляны в Перушиче. 25 октября были арестованы и расстреляны ещё трое сербов, чьи тела были эксгумированы в Равни-Дабаре 3 декабря 1991 года.
Хорватский политик Милан Джукич, серб по национальности, писал, что ликвидации подлежали и те сербы из Госпича, которые во время арестов находились вне города. В качестве примера Джукич приводит случай главы местного лесничества Богдана Шупута, находившегося в отпуске в Загребе. Его вызвали из отпуска якобы по рабочим вопросам, а когда он прибыл в Госпич, его арестовали и расстреляли.
Точное число жертв резни неизвестно. Исследователями назывались различные цифры, от 76 до 120 или 123. По данным сербской неправительственной организации «Веритас», среди убитых было 35 женщин.

## Дальнейшие события и судебный процесс
О резне в Госпиче стало известно спустя несколько дней. По данным Милана Джукича, расследование начала Служба защиты конституционного порядка. Однако вскоре оно было остановлено по приказу министра обороны Хорватии Гойко Шушака. 22 декабря 1991 года патруль Югославской Народной Армии обнаружил группу сожжённых тел неподалёку от Широка-Кулы. 24 декабря прибывшая на место группа югославских солдат обнаружила 24 тела, 19 из них впоследствии были идентифицированы.
17 августа 1993 года Фатима Скула, в 1991 году бывшая сотрудником Кризисного штаба Госпича, дала показания сотрудникам Службы защиты конституционного порядка, в которых рассказала о преступлениях против арестованных в Госпиче мирных граждан и военнопленных. Однако расследование не было начато. Её показания стали достоянием общественности только в августе 2005 года.
В сентябре 1997 года в своём интервью газете Feral Tribune о преступлениях в Госпиче рассказал бывший боец подразделения «Осенние дожди» Мийо Байрамович. По его словам, руководство постановило «этнически очистить» Госпич. В своём интервью Байрамович заявил:
Таким образом мы убили директора почтового отделения и больницы, владельцев ресторанов, и других сербов. Убийства были совершены выстрелами в упор, так как у нас было мало времени
После публикации интервью Байрамович и ещё три бывших бойца его подразделения, чьи имена он назвал, были арестованы. В Хорватию поступил запрос от Международного трибунала по бывшей Югославии, которому нужна была информация об этом деле. После этого в МТБЮ обратились трое хорватов: командир разведгруппы в Госпиче Милан Левар и двое полицейских Зденко Бандо и Зденко Ропац, которые предложили дать показания о событиях в Госпиче осенью 1991 года. В интервью для прессы Левар заявил:
По Госпичу бродили эскадроны смерти. Они убивали гражданских: хорватов и сербов, всех тех, кто не желал им подчиниться, всех тех, кто не желал принимать участие в их оргиях, не имевших ничего общего с патриотизмом и защитой святого очага.
После этого Левар, также заявивший что был свидетелем убийства 50 человек в Госпиче, был убит.
Расследование резни в Госпиче в Хорватии началось в конце 2000 года. В феврале 2001 года были выданы ордеры на арест Тихомира Орешковича, Мирко Нораца, Степана Грандича, Ивицы Рожича и Милана Чанича. При этом аресту трёх последних в Госпиче пытались воспрепятствовать их родственники и жители города, а Норац две недели скрывался от правосудия, объяснив это тем, что опасался его выдачи МТБЮ. В поддержку арестованных в Сплите прошли демонстрации, собравшие до 150 000 участников, а на акцию в Загребе вышло около 13 000 человек. 21 февраля 2001 года Норац сдался правосудию, после того как получил заверения, что судить его будут в Хорватии.
На судебном процессе, который стартовал 5 марта и проходил в окружном суде Риеки, были даны показания 120 свидетелей. 18 человек, выживших после арестов в Госпиче осенью 1991, давали показания представителям хорватского правосудия в Белграде. Ещё двое хорватских граждан, опасавшихся за собственную безопасность, давали показания в Германии. В марте 2003 года за военные преступления суд приговорил Тихомира Орешковича к 15 годам лишения свободы, Мирко Нораца — к 12 годам, Степана Грагдича — к 10 годам. Ивица Рожич и Милан Чанич были признаны невиновными. В 2004 году Верховный суд Хорватии подтвердил приговор. Решение хорватского суда журналисты BBC оценили как готовность хорватского правосудия после длительного периода бездействия расследовать военные преступления, совершённые хорватскими гражданами.